# Maserati Khamsin
Maserati Khamsin (рус.  Мазера́ти Хамси́н) — легковой автомобиль класса  Гран Туризмо выпускавшийся итальянской компанией Maserati с 1974 по 1982 год. В соответствии с традицией фирмы тех лет получил своё название по имени ветра. Всего было изготовлено 430 автомобилей.

## Описание
Представленная на Женевском автосалоне в марте 1973 года модель Khamsin известна тем, что была последним проектом, созданным под руководством Джулио Альфьери (англ. Giulio Alfieri) во главе проектного подразделения компании и первым автомобилем Maserati с кузовом от Bertone.
Созданный на пике «клиновидной эры» в дизайне, автомобиль с элегантными пропорциями был дополнен такими оригинальными деталями, как «плавающие» на прозрачной задней панели фонари (из-за требований законодательства экспортируемые в США автомобили имели по-другому оформленный задок). 
Базировалась модель на технике автомобиля Ghibli, но имела независимую пружинную заднюю подвеску на поперечных рычагах, смонтированную на подрамнике. К этому же подрамнику крепился дифференциал; в целом, такая конструкция эффективно гасила шум и вибрацию. Рулевое управление с переменным усилением было взято от автомобилей Citroen, также, как приводимые от гидросистемы высокого давления тормоза, управление сцеплением, подъём фар и регулировка кресел.